# 道口镇街道
道口镇街道，是中华人民共和国河南省安陽市滑县下辖的一个乡镇级行政单位。街道辦事處駐东关村小东关街28号。

## 行政区划
道口镇街道下辖以下地区：
东关村、五星村、河西村、顺南村、顺北村、南街村、西街村、程文庄村、白庄村和军庄村。

## 特产
道口烧鸡：中国地理标志产品。